# Divisione No. 17 (Manitoba)
La Divisione No. 17, o Dauphin (parte della Parklands Region) è una divisione censuaria del Manitoba, Canada di 22.358 abitanti.

## Comunità
- Dauphin
- Elthelbert
- Gilbert Plains
- Grandview
- McCreary
- Ste. Rose du Lac
- Winnipegosis